# Берестечковский район
Берестечковский район (укр. Берестечківський район) — единица административного деления Волынской области Украинской ССР, существовавшая в 1940—1959 годах.

## История
Берестечковский район с центром в городе Берестечко был образован 17 января 1940 в результате перехода Волынской области с уездного деления на районное.
По данным на 1 сентября 1946 года район включал город Берестечко и 30 сельсоветов: Антоновский, Борисковичевский, Борочичевский, Брановский, Бужановский, Волицкий, Галичанский, Голятинский, Гумнищенский, Диковиновский, Долговский, Дружкопольский, Журавниковский, Зелёновский, Ивановский, Кутровский, Липский, Лобачевский, Мервинский, Новозборышевский, Новоставский, Перемильский, Пильгановский, Песковский, Ржищевский, Смолявский, Скриговский, Стариковский, Хмельницкий и Широковский.
23 сентября 1959 года Берестечковский район был упразднён, а его территория передана в Гороховский район.